# デ・ハビランド・カナダ DHC-3

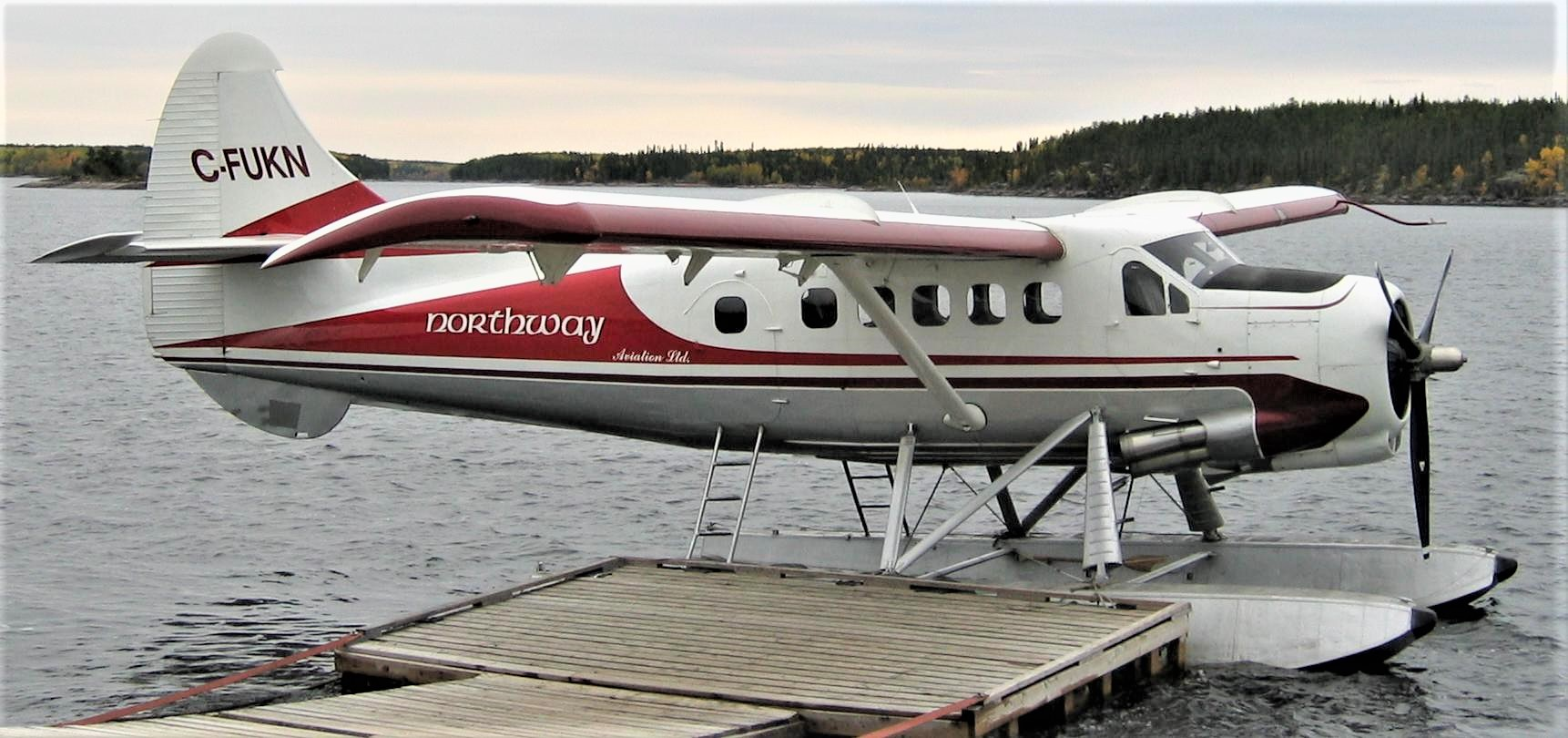
フロートを装備したDHC-3 オッター

デ・ハビランド・カナダ DHC-3 オッター (de Havilland Canada DHC-3 Otter) は、カナダのデ・ハビランド・カナダ社が開発した単発STOLレシプロ機。愛称のオッターとはカワウソの意である。

## 概要

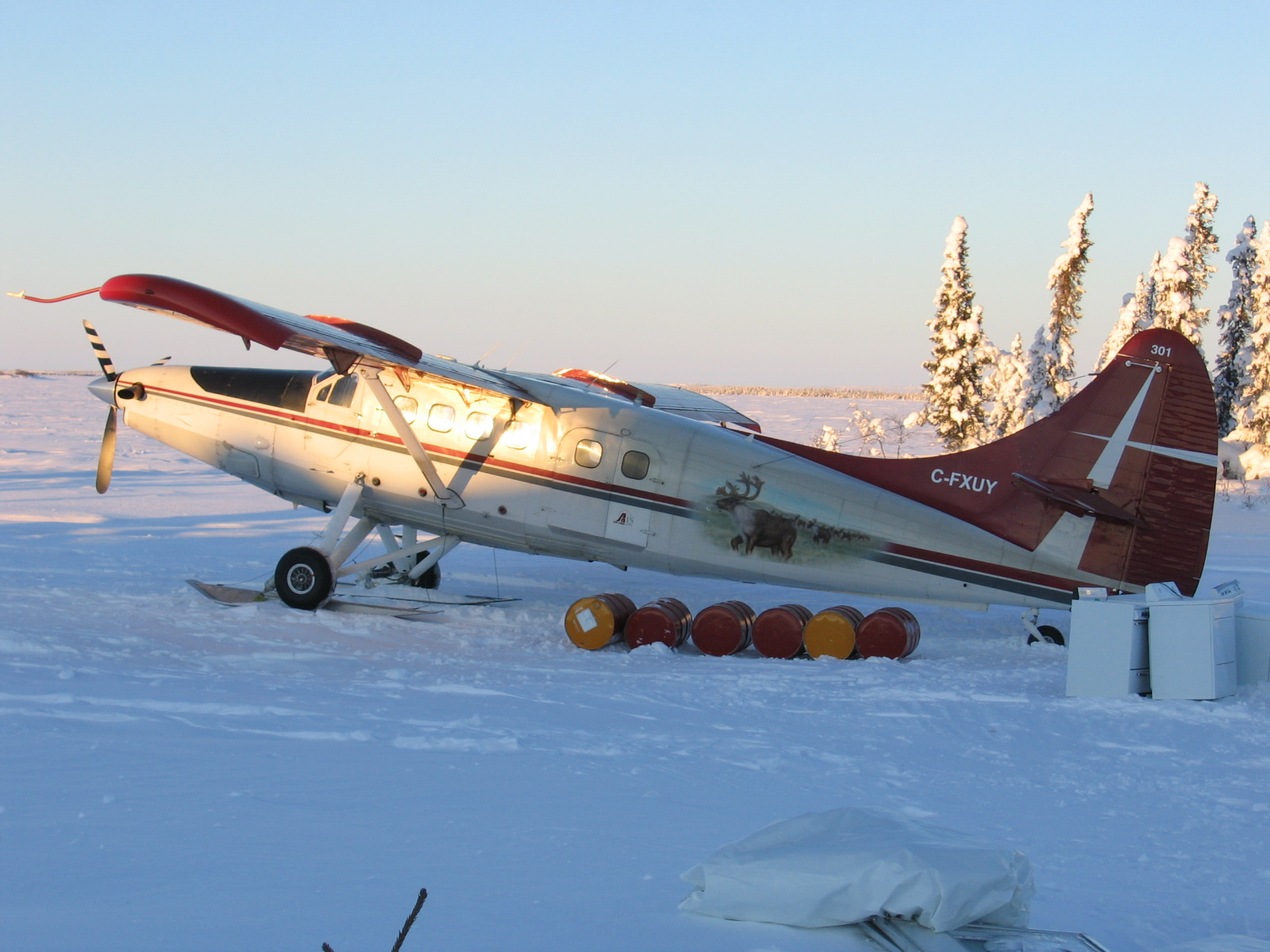
ターボプロップエンジンに換装されたDHC-3 オッター

カナダのオンタリオ・プロヴィンシャル・エアサービス(OPAS)社は、DHC-2 ビーバーの導入が好成果をもたらしたことから、デ・ハビランド・カナダ社に対し同等の性能でペイロードをさらに増やした機体の開発ができれば20機発注したいと通知した。こうして開発が始まった本機は、当初キングビーバー(King Beaver)という愛称だったが、間もなくオッターへと変更され、1951年12月12日に初飛行した。基本的な外見はビーバーとほぼ同じだが、胴体と主翼を約3m伸ばし、重量を50%増やした機体となり、それに伴いエンジンもより強力なものを搭載している。クルー2名の他に折り畳み式の座席に乗客9名が搭乗でき、救急機として担架6床を収容することも可能。貨物の搭載用にキャビン床も強化されている。ビーバーと同様、降着装置にはスキーやフロートを装備することが可能である。
1952年12月5日に形式証明が下り、前述のOPAS社を含む最初の納入先への引き渡しが始まった。主に僻地での貨客輸送機として使用され、評判は非常に高く、「オッターのパイロットが町へ出てくるのは年に一度。機体のオーバーホールと自分の髭を剃る時だけである」とさえ言われたという。軍用輸送機としてもアメリカなど多くの国で導入された（アメリカ軍での呼称はU-1）。生産は1967年に終了し、生産された466機の内359機は軍用機として使用されたものだった。
ビーバーと異なり本機のターボプロップ型は開発されなかったが、いくつかの会社がターボプロップエンジンへの換装を請け負った他、デ・ハビランド・カナダ社は本機をターボプロップ双発としたDHC-6 ツイン・オッターを開発している。

## 採用国（軍用）

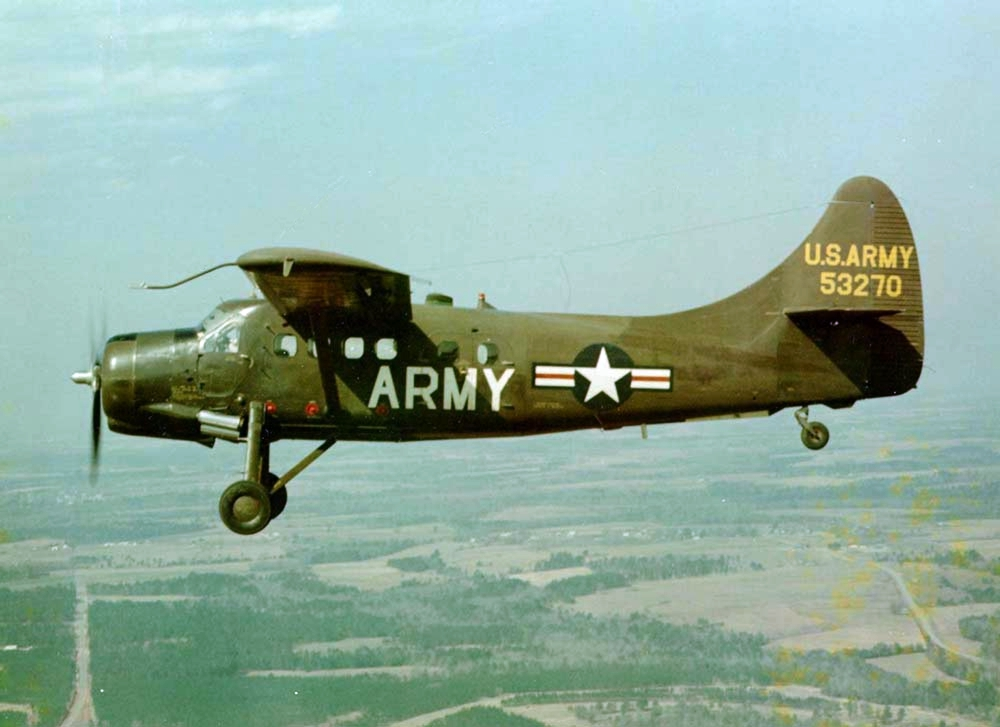
アメリカ陸軍のU-1A

アルゼンチン
 オーストラリア
 バングラデシュ
 ビルマ連邦
 カナダ
 チリ
 コスタリカ
 エチオピア
 イギリス
 ガーナ
 インドネシア
 インド
 カンボジア
 ニカラグア
 ナイジェリア
 ノルウェー
 ニュージーランド
 パナマ
 フィリピン
 パラグアイ
 タンザニア
 アメリカ合衆国

## 日本のDHC-3
1958年5月3日に、日東航空がJA3115機を導入し「つばめ号」（客席数14）として就航した。しかし、つばめ号は1963年5月1日に兵庫県三原郡南淡町（現在の南あわじ市）にある諭鶴羽山へ墜落したため喪失した（日東航空つばめ号墜落事故）。

## 諸元
出典：「週刊エアクラフト」No.160 1991年 p.4
- 全長：12.75 m
- 全幅：17.68 m
- 全高：3.84 m
- 翼面積：34.84 m2
- 自重：2,400 kg
- 最大離陸重量：3,600 kg
- エンジン：プラット・アンド・ホイットニー R-1340（600馬力）星形エンジン 1基
- 最高速度：260 km/h
- 巡航速度：222 km/h
- 実用上昇限度：5,000 m
- 航続距離：1,500 km
- 乗員：9-11名